# 조로아스터 천사학
조로아스터 천사학은 조로아스터 교리의 하나로 조로아스터의 개혁에 의해 도입된 신들의 계층구조를 다루는 것이다. 이들 개혁은 조물주인 아후라 마즈다의 우월성 아래에 복잡한 명령내의 원 인도이란 종교의 다신교를 재구성한다.
조로아스터에 따르면 아후라 마즈다의 창조행위의 최초는 조로아스터 전통의 아메샤 스펜타라 불리는 6신의 불꽃을 발산하는 것이다.